# Ричмонд (Вермонт)
Ричмонд (енгл. Richmond) насељено је место без административног статуса у америчкој савезној држави Вермонт.

## Демографија
По попису из 2010. године број становника је 723.
| Група             | 2000.    | 2010.       |
| Белци             | 0 (0,0%) | 689 (95,3%) |
| Афроамериканци    | 0 (0,0%) | 2 (0,3%)    |
| Азијати           | 0 (0,0%) | 3 (0,4%)    |
| Хиспаноамериканци | 0 (0,0%) | 12 (1,7%)   |
| Укупно            | 0        | 723         |